# Pieter van Ede
Pieter Maarten van Ede (Huizen, 30 november 1965) is een voormalig Nederlands hockeyer. Hij speelde 19 interlands voor het Nederlands hockeyteam en scoorde hierbij geen doelpunten. Hij nam eenmaal deel aan de Olympische Spelen en won bij die gelegenheid geen medaille.
Op 26-jarige leeftijd maakte hij zijn olympisch debuut bij de Olympische Spelen van Barcelona. Met het Nederlandse hockeyteam behaalde hij een vierde plaats. Nederland verloor in de halve finale van Australië met een score van 3-2. Dit was tevens zijn laatste wedstrijd voor Oranje.
Van Ede speelde in clubverband voor de AHBC.
Floris Jan Bovelander · 
Jacques Brinkman · 
Marc Delissen · 
Cees Jan Diepeveen · 
Pieter van Ede · 
Maarten van Grimbergen · 
Taco van den Honert · 
Leo Klein Gebbink · 
Hendrik Jan Kooijman · 
Harrie Kwinten · 
Frank Leistra · 
Bart Looije · 
Wouter van Pelt · 
Bastiaan Poortenaar · 
Stephan Veen · 
Gijs Weterings ·
Coach: Hans Jorritsma